# Clambus lohsei
Clambus lohsei is een keversoort uit de familie oprolkogeltjes (Clambidae). De wetenschappelijke naam van de soort werd in 2004 gepubliceerd door Heinrich Meybohm.